# Pseudoprocirrus
Pseudoprocirrus – rodzaj chrząszczy z rodziny kusakowatych i podrodziny żarlinków. Obejmuje dwa opisane gatunki. Zamieszkują Afrykę Subsaharyjską.

## Morfologia
Chrząszcze o mocno wydłużonym ciele.
Głowa jest szersza niż dłuższa, za krótszymi od skroni oczami o szeroko zaokrąglonych brzegach bocznych i z bez kątów tylnych. W przeciwieństwie do pokrewnego Oedodactylus zaopatrzona jest w poprzeczną listewkę międzyczułkową. Tylna krawędź głowy jest niewyodrębniona od bocznych i pozbawiona listewki. Czułki nie mają pędzla kolcowatych szczecinek na tak długim jak przedostatni członie ostatnim. Szwy gularne są sobie najbliższe w okolicy środka długości. Aparat gębowy cechuje się bezzębną, acz zaopatrzoną w szeroki płat przednią krawędzią wargi górnej oraz podługowato-toporowatym ostatnim członem głaszczków szczękowych.
Nie krótsze niż szerokie, trapezowate z zaokrąglonymi bokami, najszersze w przedniej ⅓ przedplecze ma pokrytą gęstym, pępkowatym punktowaniem powierzchnię oraz w pełni wykształconą listewkę krawędziową. Na tarczce wyrastają nieliczne szczecinki. Dłuższe od przedplecza pokrywy mają szeroko zaokrąglone kąty barkowe oraz szereg szczecinek na tylnej krawędzi. Płaty za biodrami przedniej pary pozbawione są listewki poprzecznej. Na basisternum przedtułowia pośrodkowe żeberko nie występuje. Śródpiersie natomiast ma krótkie pośrodkowe żeberko. Odnóża przedniej pary mają człony stóp od pierwszego do trzeciego nabrzmiałe, czwarty nienabrzmiały, a piąty od spodu skąpo owłosiony.
Pozbawiony łuskowatej rzeźby odwłok ma trzeci segment o tergum i sternum oddzielonych paratergitem i tym samym pozbawiony listewek paratergalnych, segment siódmy o sternum i tergum oddzielonych, dziewiąte tergum zaopatrzone w długie i wąskie, równomiernie odgięte dobrzusznie wyrostki boczno-wierzchołkowe, a dziewiąte tergum zlane podstawą z poprzednim i wąsko na szczycie wydłużone.

## Rozprzestrzenienie
Rodzaj afrotropikalny, znany z Etiopii, Zambii, Mozambiku i tanzańskiego Zanzibaru.

## Taksonomia
Takson ten wprowadzony został w 1934 roku przez Maxa Bernhauera na łamach „Annals of the South African Museum” jako monotypowy. Kolejny gatunek opisany został w 1971 roku przez Gastona Fagela. W sumie do rodzaju tego należą dwa opisane gatunki:
- Pseudoprocirrus abyssinicus Fagel, 1971
- Pseudoprocirrus arrowi Bernhauer, 1934

Wyniki morfologicznej analizy filogenetycznej Lee Hermana z 2010 roku wskazywały na zajmowanie przez Oedodactylus pozycji bazalnej względem kladu obejmującego Palaminus, Oedichirus, Paraprocirrus, Procirrus i Neoprocirrus. Z kolei wyniki analizy filogenetycznej Josha Jenkinsa Shawa i innych z 2020 roku wskazują na siostrzaną relację Pseudoprocirrus z Oedodactylus.